# Dojikko
Dojikko (ドジっ娘), theo thuật ngữ văn hóa otaku để chỉ loại nhân vật nữ cực kỳ vụng về, hậu đậu mà dễ thương (doji mang nghĩa "ngớ ngẩn" trong tiếng Nhật). Kiểu nhân vật này được coi là một trong những thành phần quan trọng trong light novel, anime và manga của Nhật Bản.

Wikipe-tan đang lắp ráp một trò chơi ghép hình 3D

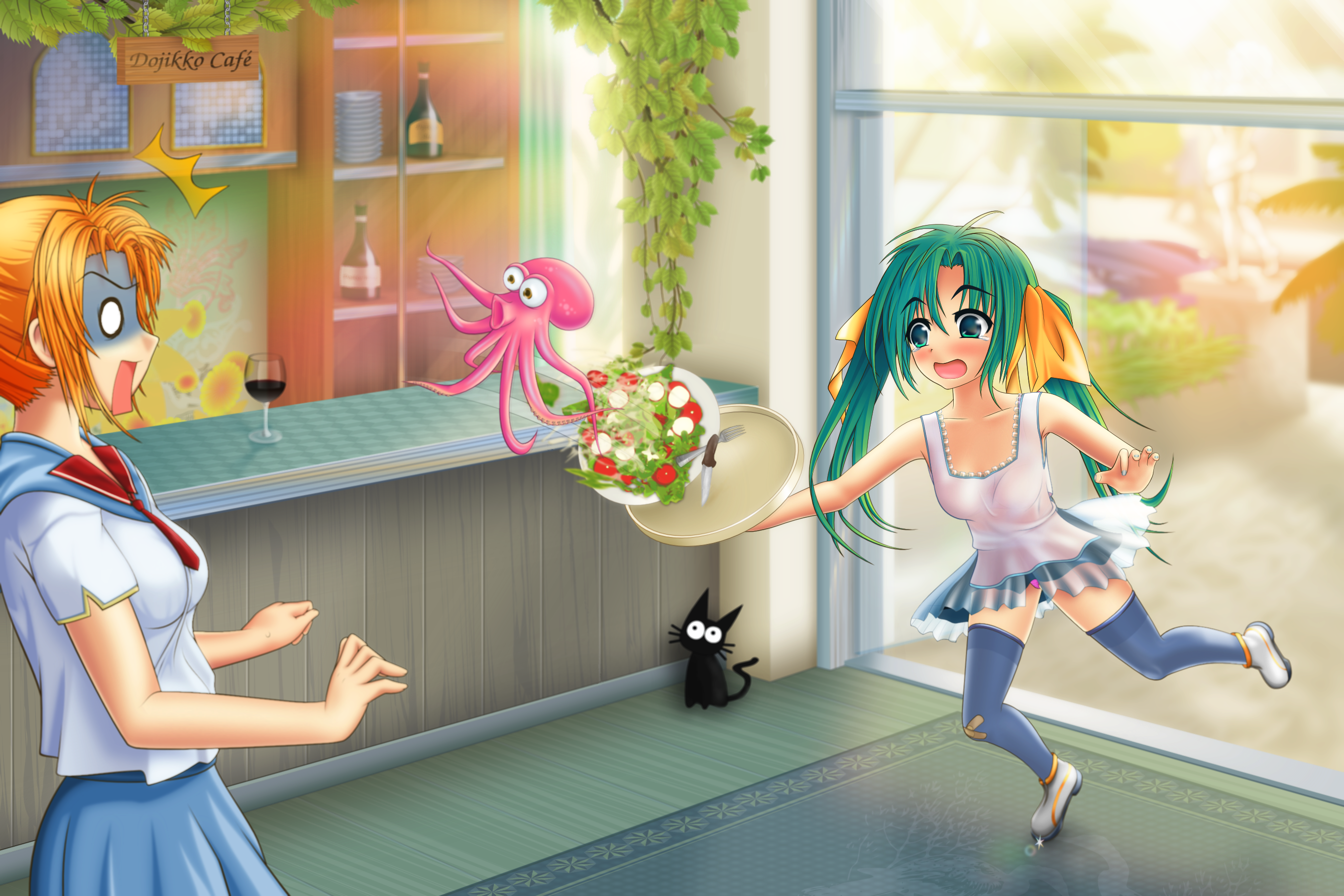
Một dojikko làm rớt đĩa đồ ăn.

Từ này còn có thể được viết là "ドジっ子", viết như vậy cũng nhằm chỉ đến nhân vật nam. Nhìn chung, dojikko là một cô gái khá dễ thương và xinh xắn hay dịu dàng và ngây thơ mà độc giả dự kiến sẽ thích cô ấy. Cô liên tục gặp thất bại trong hoạt động tại nhà và trường mỗi ngày, cũng như việc nhà, thi đấu thể thao, hay thậm chí chỉ đơn giản là đi bộ. Cô thường xuyên té ngã, va đổ, bước hụt qua những chướng ngại vật thấp nhất. Dù cô ấy cũng khó chịu về nỗi bất hạnh của mình, một dojikko luôn cho thấy mặt tốt của mình và hối tiếc về những thứ rối tung lên. Ví dụ về các hành vi của dojikko bao gồm trượt ngã trên cầu thang, làm vỡ đồ uống, bể đĩa thức ăn trong khi phục vụ khách hàng và một số trò vui nhộn khác.
Mặc dù trong anime, trò chơi máy tính và các tác phẩm của tiểu văn hóa otaku thì vụng về dễ thương là một trong những thuộc tính của nhân vật moe được thiết kế nhằm làm say mê khán giả nam, nhân vật chính của shōjo manga cũng thường là dojikko; ví dụ như Hiromi Oka trong Aim for the Ace! và Bunny Tsukino trong Sailor Moon. Sức hấp dẫn đối với nhân vật dojikko được gọi là "dojikko-moe" (ドジっ娘萌え).